# Silvano Contini
Silvano Contini (Leggiuno, Varese, Llombardia, 15 de gener de 1958) és un ciclista italià, ja retirat, que fou professional entre 1978 i 1990.
A les grans voltes va destacar al Giro d'Itàlia, cursa que finalitzà quatre vegades entre els deu primers de la general, a banda de guanyar quatre etapes i la Classificació dels joves de 1979. Altres bons resultats foren la Volta a Euskadi i la Volta a Alemanya de 1981.

## Palmarès
- 1979
  -  1r de la Classificació dels joves al Giro d'Itàlia
  - 1r al Giro del Piemont
  - 1r al Giro del Lazio
- 1980
  - 1r al Gran Premi Ciutat de Camaiore
  - 1r al Gran Premi de la Indústria i el Comerç de Prato
  - 1r al Trofeu Matteotti
  - Vencedor d'una etapa del Tour de Romandia
  - Vencedor d'una etapa del Giro d'Itàlia
  - Vencedor d'una etapa de la Ruta d'Or
- 1981
  - 1r a la Volta a Alemanya
  - 1r a la Volta a Euskadi i vencedor de 3 etapes
  - Vencedor d'una etapa de la París-Niça
- 1982
  - 1r a la Lieja-Bastonya-Lieja
  - 1r a la Coppa Bernocchi
  - Vencedor de 3 etapes del Giro d'Itàlia
  - Vencedor d'una etapa de la Setmana Catalana
- 1983
  - 1r al Giro del Lazio
  - 1r al Trofeu Baracchi (amb Daniel Gisiger)
- 1984
  - 1r a la Coppa Sabatini
- 1985
  - 1r a la Midi Libre i vencedor d'una etapa
  - 1r al Tour de l'Aude
  - 1r a la Coppa Placci
  - 1r al Giro de la Pulla
  - 1r al Ruta d'Or
- 1987
  - 1r al Giro dell'Umbria
- 1988
  - 1r al Trofeo dello Scalatore i vencedor d'una prova
- 1989
  - Vencedor d'una etapa de la Volta a Múrcia

### Resultats al Giro d'Itàlia
- 1979. 5è de la classificació general.  1r de la Classificació dels joves
- 1980. Abandona (20a etapa). Vencedor d'una etapa
- 1981. 4t de la classificació general.  Porta el mallot rosa durant 6 etapes
- 1982. 3r de la classificació general. Vencedor de 3 etapes.  Porta el mallot rosa durant una etapa
- 1983. Abandona (22a etapa)
- 1984. 34è de la classificació general
- 1985. 7è de la classificació general
- 1986. 20è de la classificació general
- 1988. 22è de la classificació general
- 1989. 53è de la classificació general

### Resultats al Tour de França
- 1986. 41è de la classificació general
- 1987. 55è de la classificació general

### Resultats a la Volta a Espanya
- 1989. 52è de la classificació general